# Sulzbach (Taunus)
Sulzbach (Taunus) è un comune dell'Assia, situato tra Francoforte e il Taunus. Sulzbach fa parte dell'Area Metropolitana Reno-Meno.

## Amministrazione

### Gemellaggi
Sulzbach è gemellata con:
- Pont-Sainte-Maxence, dal 1982[3]
- Jablonec nad Jizerou, dal 1987[4]
- Schönheide, dal 1990[5]